# سيد عبد الرسول
سيد عبد الرسول إبراهيم (20 يونيو 1917 - 19 سبتمبر 1995) هو مصور رسام ونحات وخزفي وفنان تشكيلي مصري، ولد في القاهرة، يعتبر احد رواد الحركة التشكيلية في مصر، له العديد من المعارض الخاصة في مصر، وإيطاليا وموسكو وبكين، والمجر، وبروكسل ولبنان وألمانيا وفرنسا.

## دراسته
- حصل على دبلوم في قسم الخزف من المدارس الصناعية عام 1936.
- درس في معهد ليوناردو دافنشي الإيطالي بالقاهرة وتخرج عام 1939.
- تخرج من مدرسة الفنون الجميلة العليا عام 1946.
- حصل على دبلوم أكاديمية الفن (تصوير مو) روما عام 1950.
- حصل على دبلوم فن الميدالية بروما 1953.

## مناصب وعضوية
- استاذ ورئيس قسم التصوير والزخرفة بالمعهد العالي ـ ليوناردو دافنشي ـ القاهرة.
- انتدب للتدريس في كلية الفنون التطبيقية ـ القاهرة.
- انتدب للتدريس في كلية الهندسة عين شمس ـ القاهرة.
- انتدب للتدريس في كلية التربية جامعة أم القرى بالسعودية.
- انتدب للتدريس في المعهد العالي للسينما ـ اكاديمية الفنون ـ القاهرة.

## المعارض
- شارك في بينالي الإسكندرية عام 1958، 1960.
- شارك في بينالي فينيسيا الدولى ـ ايطاليا.
- شارك في بينالي سان باولو ـ البرازيل .
- شارك في معرض كان للخزف بأمريكا.
- شارك في ترينالي نيودلهي الاول - الهند 1961.
- شارك في معرض بروكسل الدولي ـ بلجيكا .
- شارك في معرض فينا الدولي ـ النمسا .
- شارك في بينالي ( ساويادكو ) .
- معرض (من النيل الى الحرمين) بأتيلية جدة للفنون بالمملكة العربية السعودية فبراير 2015.

## الجوائز

### جوائز محلية
- حصل على بعثة داخلية (جائزة مرسم الأقصر) لمدة 3 سنوات لدراسة الفن المصري القديم.
- حصل على الجائزة الاولى للنحت في مسابقة مختار (الف ليلة وليلة).
- حصل على الجائزة الثانية في مسابقة (الريف المصري).
- حصل على جائزة الدولة التشجيعية عام 1958.[3]
- حصل على وسام العلوم والفنون عام 1958.[4]
- فاز بجائزة التصوير الأولى لـ 3 سنوات متتالية 57، 58، 1959 بصالون القاهرة جمعية محبي الفنون الجميلة.
- حصل على الجائزة الأولى في التصوير في مسابقة وزارة الثقافة المناظر الطبيعية 1959.
- حصل على جائزة الامتياز في فن التصوير بصالون القاهرة 1960.

### جوائز دولية
- الجائزة الأولى في التصوير 1958.
- الجائزة الأولى في الحفر 1960 من بينالي الإسكندرية.
- جائزة الأمتياز الاولى في ترينالي نيودلهي الدولي 1961.
- الميدالية الذهبية لمعرض بروكسل.

## روابط خارجية
حوار مع سيد عبد الرسول على اليوتيوب